# سرشکم

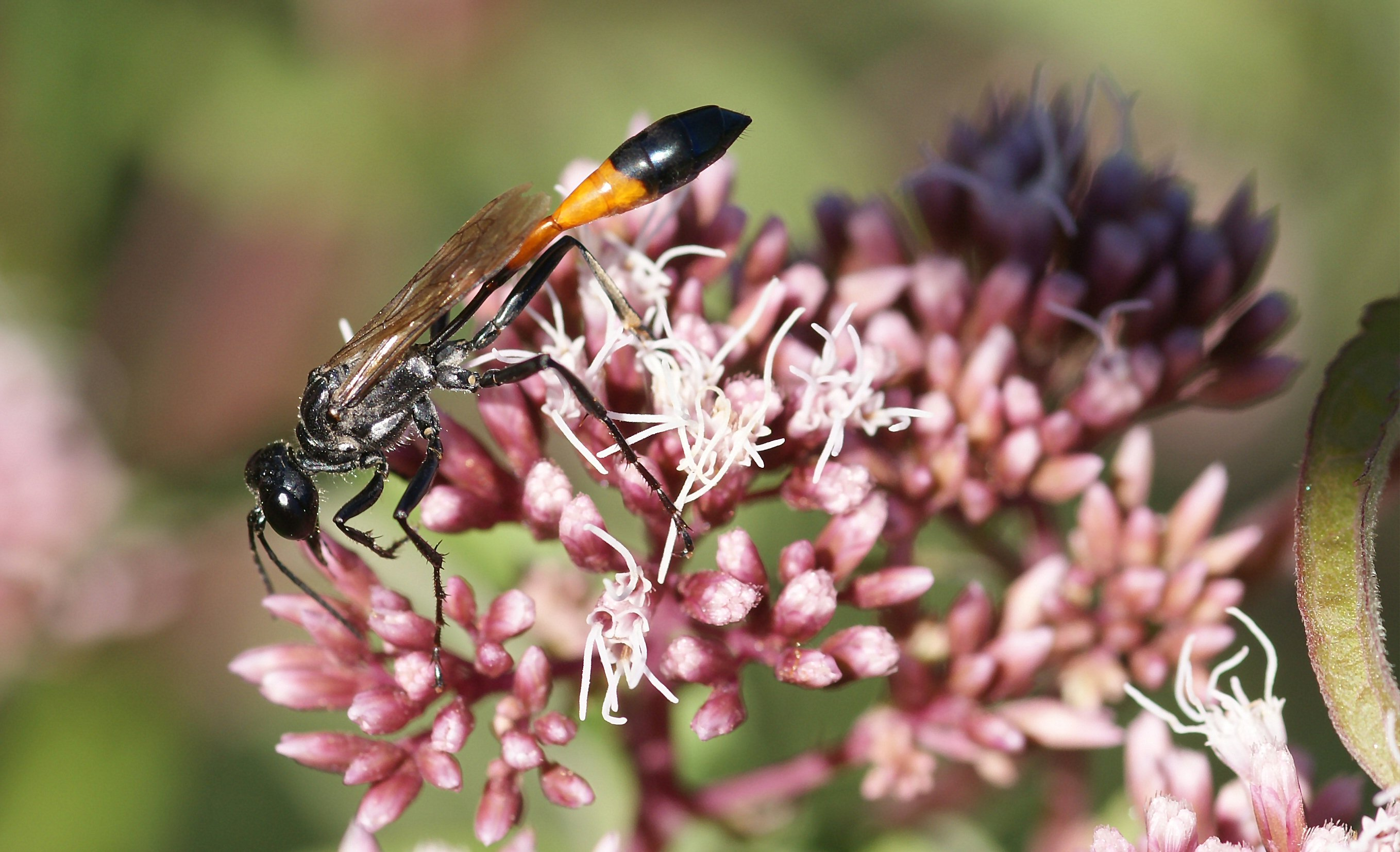
زنبور شنی Ammophila sabulosa دارای سرشکم استثنایی دراز است.

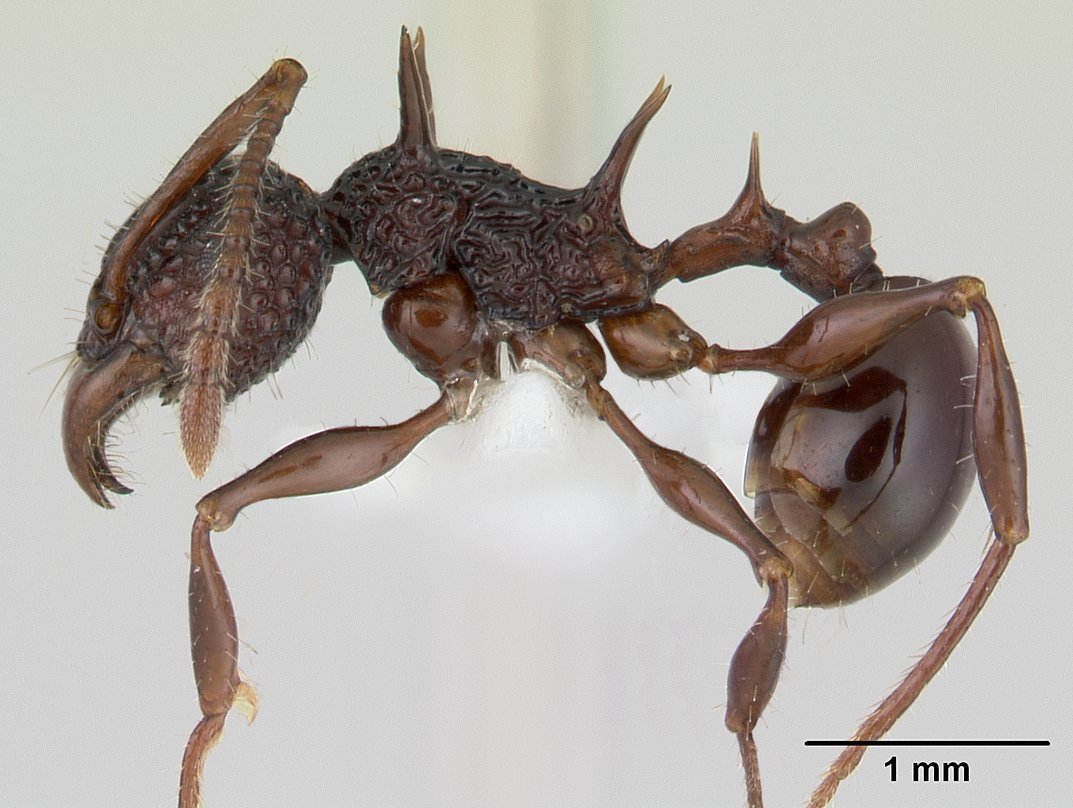
این مورچه آکانتومیرمکس دارای سرشکم و پساسرشکم است

در حشره‌شناسی، سرشکم (به انگلیسی: Petiole) اصطلاح فنی برای کمرِ باریک برخی از حشرات پرده‌بالان، به‌ویژه مورچه‌ها، زنبورها و زنبورهای زیرراسته باریک‌تنه‌داران است.
سرشکم می‌تواند از یک یا دو بند تشکیل شده باشد، ویژگی که زیرتیره‌های اصلی مورچه‌ها را از هم جدا می‌کند.